# Shaker Al-Shujaa
Shaker Al-Shujaa (ur. 2 sierpnia 1972) – saudyjski piłkarz występujący podczas kariery na pozycji bramkarza.

## Kariera klubowa
Shaker Al-Shujaa podczas kariery piłkarskiej występował w klubie Asz-Szabab Rijad.

## Kariera reprezentacyjna
Shaker Al-Shujaa występował w reprezentacji Arabii Saudyjskiej w latach dziewięćdziesiątych.
W 1992 uczestniczył w Pucharze Konfederacji oraz Pucharze Azji. Na obu tych turniejach Arabia Saudyjska zajmowała drugie miejsce. W Pucharze Konfederacji był rezerwowym i nie wystąpił w żadnym meczu. W Pucharze Azji wystąpił w meczach z Katarem, Tajlandią, ZEA i w finale z Japonią.